# Arachniotus candidus
Arachniotus candidus är en svampart som först beskrevs av Eidam, och fick sitt nu gällande namn av Joseph Schröter 1893. Arachniotus candidus ingår i släktet Arachniotus och familjen Gymnoascaceae.   Inga underarter finns listade i Catalogue of Life.